# Edward Wadsworth
Edward Alexander Wadsworth (født 9. oktober 1889 i Cleckheaton, Yorkshire; død 21. juni 1949 i London) var en engelsk maler. 
Wadsworth studerede en kort periode til ingeniør i München og 1909-12 på den engelske kunstskole i London Slade School of Fine Art (en). 
Han kom i forbindelse med Wyndham Lewis (en) og vorticismebevægelsen.
Hans interesse i den såkaldte razzle dazzle-teknik gjorde ham egnet til under 1. verdenskrig at bistå regeringen med at kamuflere fartøjer med denne teknik.
| - 'Razzle Dazzle' kamuflage - Kamufleret skib, 1918 (træsnit, mono) Camouflaged ships in dry dock - Skibe i tørdok med 'dazzle-kamuflage' (farvelagt version) Dazzle-ships in Drydock at Liverpool (en), 1919 (højde: 304,8 cm – bredde: 243,8 cm) |

| - Andre værker af Edward Wadsworth - Rotherhithe, Southwark, London 1913 (c) - Studie i vorticisme, 1914 Vorticist Study - "Abstract Composition", 1915 - Fortuneswell (en) på tidevandsøen, Isle of Portland (en), Dorset, 1921 - "Englische Graphik", 1923 - The Cattewater, Plymouth Sound, 1923 - Nordsøen, 1928 North Sea - Komposition, krank og kæde, 1932 Composition, Crank and Chain - Moderat sigtbarhed, 1934 Visibility Moderate - Lavvandets begyndelse, sømanden og havet, 1938 The First of the Ebb, the Sailor and the Sea - Hvil i fred, 1940 Requiescat - Abstrakt komposition med rose, for F, 1945 Abstract with Rose, for F - Udkast til vægmaleri i en bar, 1948 Design for Mural Painting for a Bar in a Seaside Pavilion, Based on Four Colours Stipulated by the Architect - Trekanter, 1948 Triangles tempera painting |